# دیلویل (ویرجینیا)
دیلویل (به انگلیسی: Daleville) یک منطقهٔ مسکونی در ایالات متحده آمریکا است که در شهرستان باتتورت، ویرجینیا واقع شده‌است. دیلویل ۶٫۵ کیلومتر مربع مساحت و ۲٬۵۵۷ نفر جمعیت دارد و ۳۹۶ متر بالاتر از سطح دریا واقع شده‌است.